# Ţ
La Ţ, ţ (t con cedilla) es una letra del alfabeto latino. Esta letra forma parte del alfabeto de varias lenguas túrquicas. A menudo se usa como sustitución de la letra rumana Ț (t con coma), que representa el sonido [t͡s]. 

## Uso
La forma minúscula se usa para transliteraciones semíticas.
- Alfabeto gagauz: [t͡s]

También se usaba para escribir en la variante cabilia del alfabeto latino bereber para el sonido africado /t͡s/. Este uso fue remplazado y ahora se representa como  tt.

T con coma, S con coma y T con cedilla S con cedilla, Times New Roman.

## Unicode
| Carácter      | Ţ                                   | Ţ                                   | ţ                                 | ţ                                 |
| ------------- | ----------------------------------- | ----------------------------------- | --------------------------------- | --------------------------------- |
| Unicode       | LATIN CAPITAL LETTER T WITH CEDILLA | LATIN CAPITAL LETTER T WITH CEDILLA | LATIN SMALL LETTER T WITH CEDILLA | LATIN SMALL LETTER T WITH CEDILLA |
| Codificación  | decimal                             | hex                                 | decimal                           | hex                               |
| Unicode       | 354                                 | U+0162                              | 355                               | U+0163                            |
| UTF-8         | 197 162                             | C5 A2                               | 197 163                           | C5 A3                             |
| Ref. numérica | &#354;                              | &#x162;                             | &#355;                            | &#x163;                           |